# Alanyjská pevnost
Alanyjská pevnost (turecky Alanya Kalesi) je historická pevnost v tureckém městě Alanya. Nachází se na poloostrově vystupujícím do Středozemního moře v blízkosti historického centra uvedeného města.

## Historie

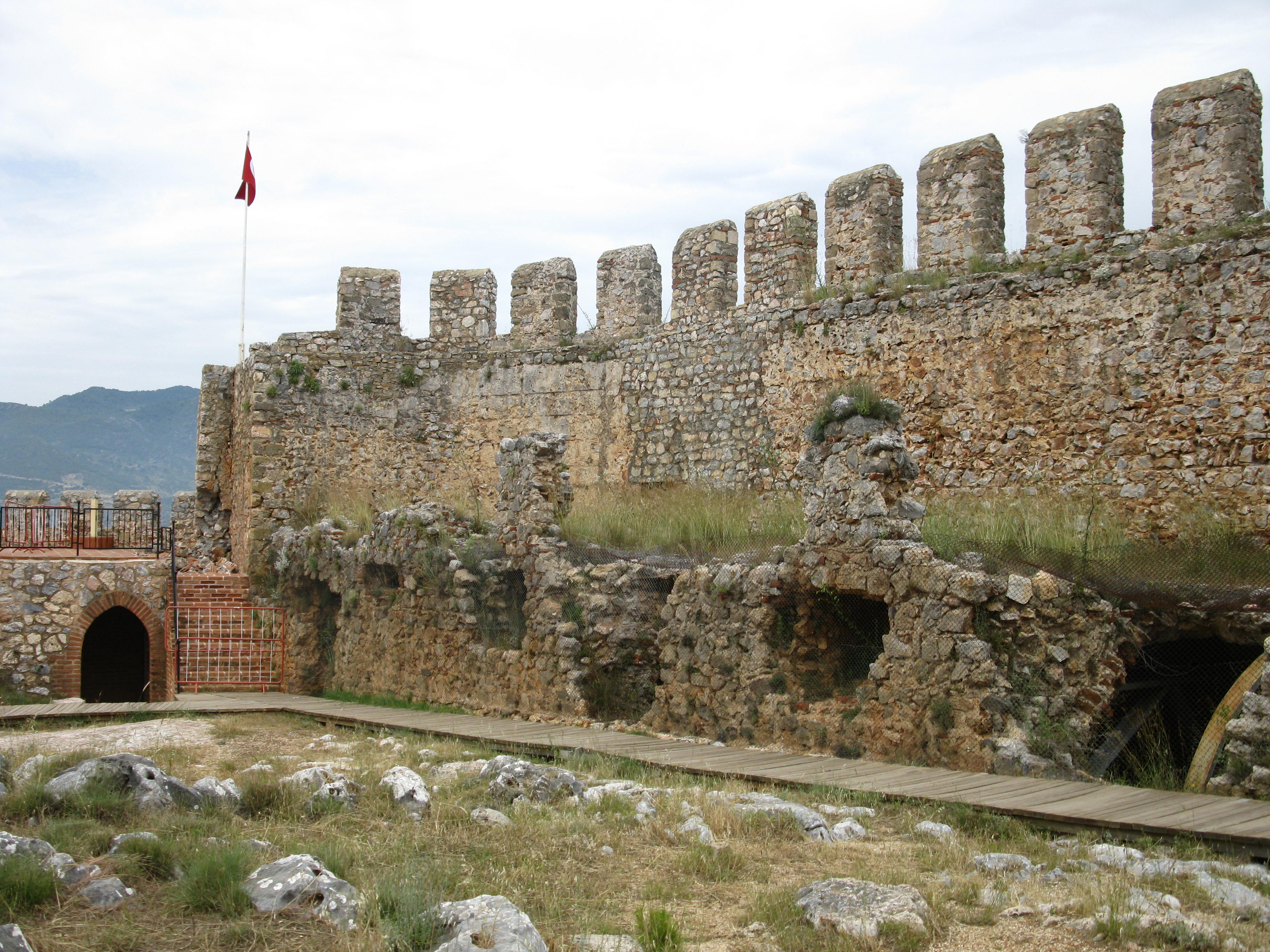
Hradby pevnosti

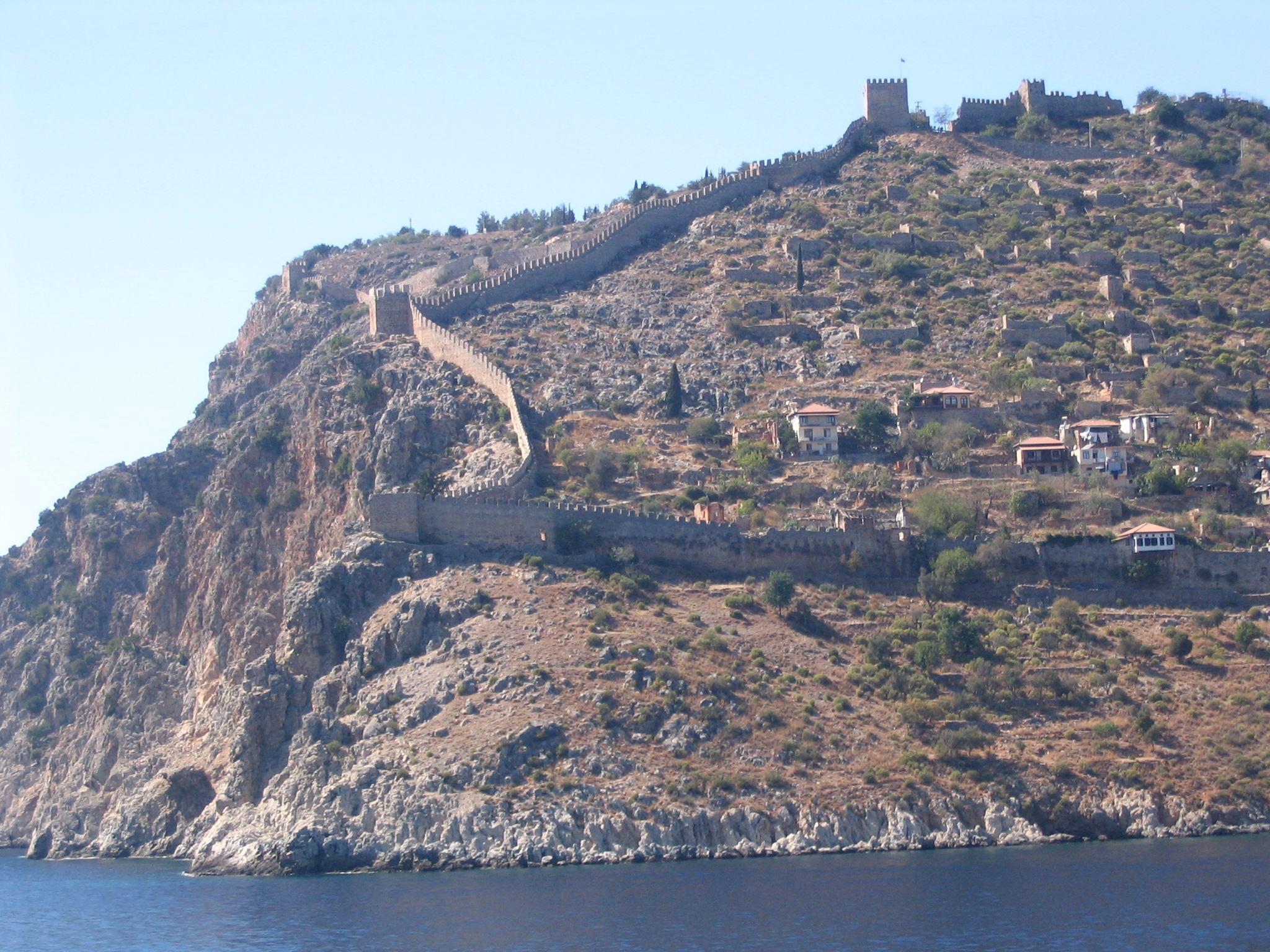
Hradby vedené skalnatým terénem

Přirozeně dobře bránitelné místo bylo využíváno již během existence starověkého Řecka, tehdy bylo známé pod názvem Kandeleri. Rozvíjeno bylo dále za existence Římské říše. Už Římané zde postavili první opevnění nedlouho po dobytí zátoky v letech 64–65 př. n. l. To bylo později ještě rozšiřováno a upravováno během několika set let byzantské vlády.
Většina současné pevnosti byla postavena ve 13. století během existence Seldžuckého sultanátu. Výstavba se uskutečnila po dobytí města Seldžuckými Turky v roce 1220, pod vládou Kajkubáda I. Součástí pevnosti byl také rozsáhlý palác.
S rozpadem Seldžucké říše ovládalo pevnost na krátkou dobu Kyperské království. Roku 1471 jej získali pod kontrolu Osmanští Turci. V roce 1671 navštívil pevnost turecký cestovatel Evlija Čelebi, který si zde poznamenal, že v opevněném městě se nachází dvě medresy, škola, turecké lázně, zhruba 150 obchodů a 300 domů.
V 19. století vznikly mezi vysokými pevnostními zdmi honosné vily. Některé z nich zde existují dodnes; jejich majitelé nicméně nehledí na historický charakter areálu. Dnes pevnost slouží jako muzeum pod širým nebem, vstup je zpřístupněn. V letech 1985 až 1996 se zde uskutečnil rozsáhlý archeologický průzkum.
V roce 2009 město Alanya navrhlo zařadit památku do seznamu světového dědictví UNESCO.

## Poloha a popis
Pevnost stojí na 250 metrů vysokém skalnatém poloostrově. Hradby okolo pevnosti mají délku 6,5 km a zahrnují přes stovku různých věží. Nápadná je hlavně Červená věž na severním okraji pevnosti. Ta je dnes vyobrazena na znaku města Alanya.[zdroj?]
Areál tvoří několik na sobě nezávislých oddělených prostor obehnaných hradbami. Samotný střed pevnosti na východním okraji obezděného areálu doplňují rozsáhlejší části, které jsou součástí města Alanya. Dochovány jsou zde pozůstatky minimálně čtyř kostelů; jednoho v samotné centrální části pevnosti (citadele) a tří v širším okolí. Jeden z nich byl zasvěcen archandělovi Michaelovi. Z 16. století potom pochází dochovaná mešita Suleymaniye, jediná významnější stavební památka osmanské dynastie (většina pevnosti je považována za dědictví Seldžuckých Turků). Objeveny zde byly také pozůstatky bývalé římské loděnice.
Ve středověku i v antice vznikala celá řada cisteren, které sloužily pro zásobování areálu vodou, napočítáno jich bylo okolo čtyř set. Některé z nich se v současné době i nadále používají. Z jižní strany hradby nepřiléhají přímo k moři, ale stojí na vysokém útesu.
Pevnost je přístupná jednak po silnici, jednak i lanovkou ze středu města.